# Predator in Disguise
Predator in Disguise è il terzo album dei Praying Mantis pubblicato nel 1991.

## Tracce
1. Can't See The Angels – 5:19
2. She's Hot – 4:10
3. Can't Wait Forever – 5:48
4. This Time Girl – 4:17
5. Time Slipping Away – 4:43
6. Listen What Your Heart Says – 4:30
7. Still Want You – 4:33
8. The Horn – 2:57
9. Battle Royal – 3:48
10. Only You – 5:03
11. Borderline – 4:59